# CaixaForum Madrid

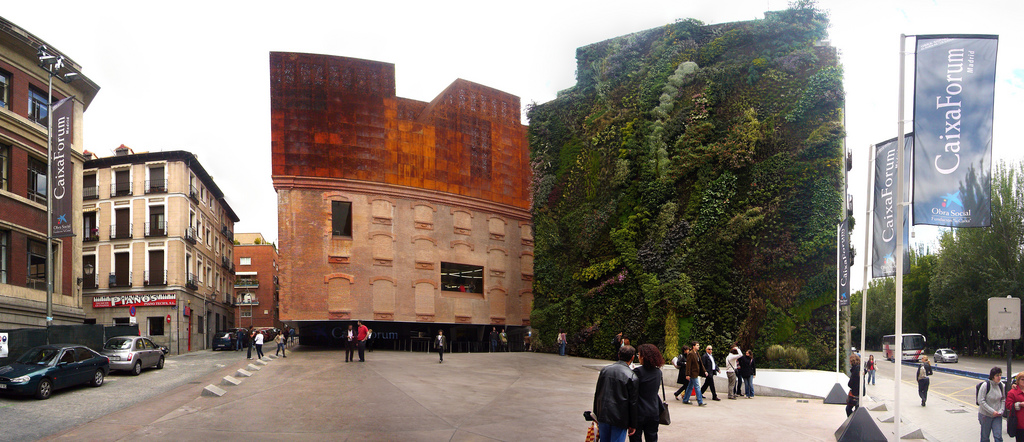
Vorderseite des CaixaForum, Madrid

CaixaForum ist ein Kulturzentrum, das von der Stiftung „la Caixa“ verwaltet wird und am Paseo del Prado in Madrid liegt. La CaixaForum ist ein Museum, Auditorium und Konferenzzentrum in der Innenstadt von Madrid (Spanien). Die Gründung erfolgte 2008.
Das Gebäude befindet sich auf dem Gelände des ehemaligen Elektrizitätswerkes Central Eléctrica del Mediodía in unmittelbarer Nähe der Museen Prado und Reina Sofia in der Zone des Triángulo del Arte.

## Gebäudebeschreibung
- Bauherr: Fundación la Caixa, Barcelona
- Architekt: Jacques Herzog, Pierre de Meuron, Harry Gugger; Basel[1]
- Tragwerksplaner: WGG Schnetzer Puskas Ingenieure AG, Basel
- Bauausführung: NB35 Ingeniería, Madrid
- Bauzeit: 2001 bis 2007
- Baukosten: 60 Millionen Euro

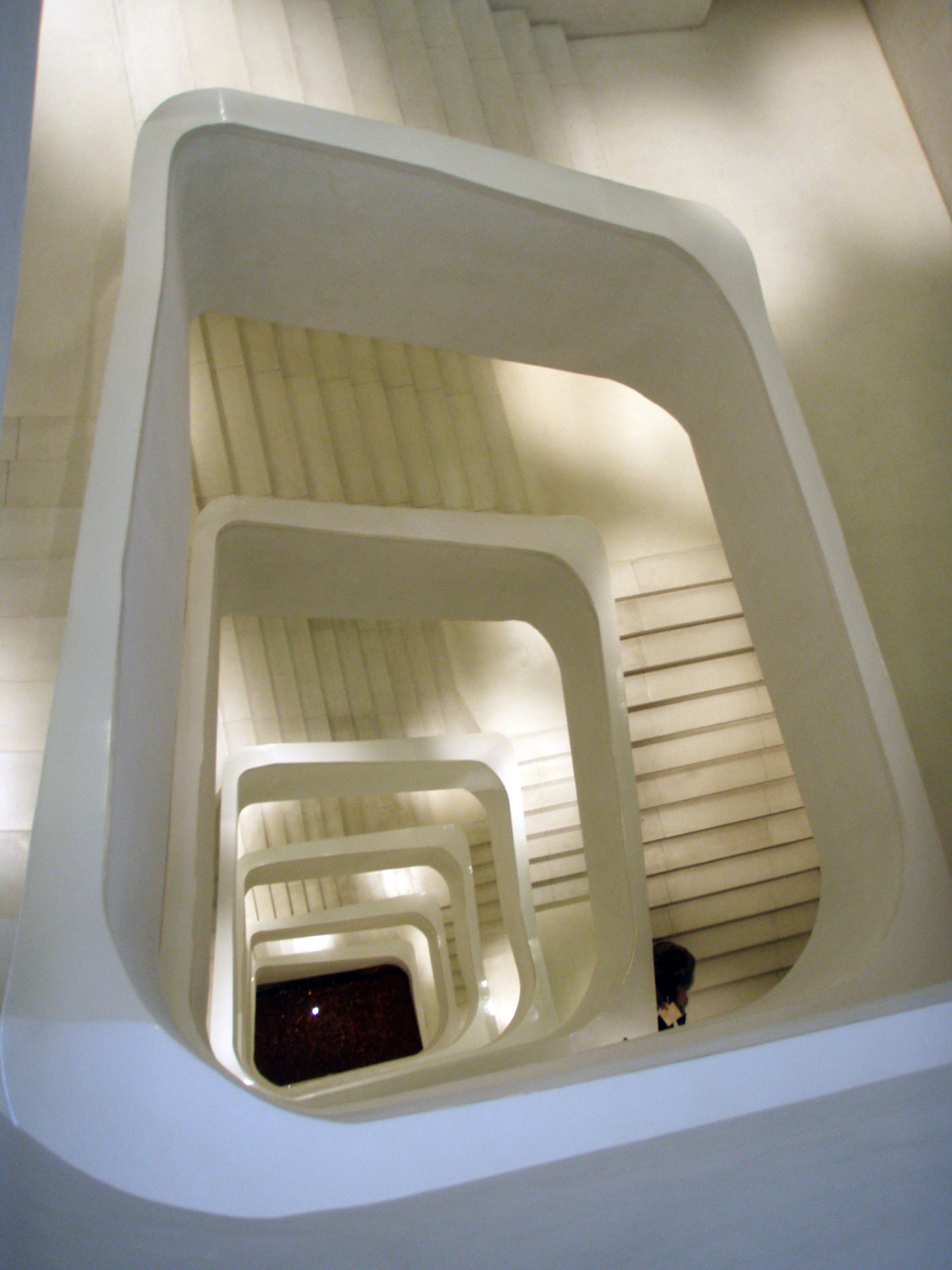
Treppenhaus des Gebäudes

Das CaixaForum mit einer Fläche von 10.000 m², gliedert sich in vier Obergeschosse, einen ebenerdigen gedeckten Platz und zwei Untergeschosse. Die gesamte oberirdische Gebäudestruktur steht auf dem von den Erschließungskernen gebildeten Dreibein. Auf der restlichen Grundrissfläche schwebt das Gebäude förmlich über der gedeckten Platzfläche, von der aus eine Haupteingangstreppe in das Gebäude führt. Die Gebäudeuntersicht und die Platzoberfläche wurden mit Dreiecksflächen reliefförmig strukturiert. Die Dachform mit ihren markanten Einschnitten nimmt Bezug zur umgebenden Dachlandschaft der Altstadt.
La CaixaForum bietet eine breite Palette von Aktivitäten für die Öffentlichkeit an, von der Musik und bildenden Kunst bis zu sozialen Programmen, Bildungs- und Geisteswissenschaften. Es ist ein Ort für Diskussion, Aussprache und Meinung zu verschiedenen Themen in der heutigen Gesellschaft.
Neben rund 2.500 m² für Ausstellungen verfügt das CaixaForum Madrid über ein Auditorium mit 300 Sitzplätzen, Foyer-, Medien- und mehrere multifunktionelle Räume für Konferenzen und andere Aktivitäten. Die große Lobby, Café, Shop, Buchhandlung und ein Restaurant runden das Angebot ab. Durch die futuristischen Kombination aus Metall, kupferfarbenem Stein und einem vertikal an der Hauswand gepflanzten Garten von Patrick Blanc mit rund 15.000 Pflanzen und 250 Pflanzenarten ist das CaixaForum zu Madrids neuem Touristenmagneten geworden.